# Fynshav
Fynshav (tysk: Fühnenshaff) er en lille by på det østlige Als med 789 indbyggere  (2025), beliggende i Notmark Sogn. Byen ligger i Sønderborg Kommune og hører til Region Syddanmark.
Fra Fynshav kan man sejle med færgen Alslinjen til Bøjden på Fyn. Ruten ejes af Molslinjen der er hjemmehørende i Aarhus.
Færgen M/F Skjoldnæs blev indsat i foråret 2010 i fast rutefart mellem Fynshav og Søby på Ærø.
I den vestlige udkant lå den tidligere Danebod Højskole, som var en af de tre højskoler der blev oprettet umiddelbart efter Genforeningen i 1920. Danebod Højskole blev nedlagt 2002, og bygningerne husede Efterskolen Strand fra 2003-2013, og Efterskolen Epos fra 2015. Endvidere er der i Fynshav børnehave, folkeskole, mindre håndværksvirksomheder, lystbådehavn og et større supermarked.

## To nye færger
I 2012 indsatte Færgen A/S de to ældre færger M/S Frigg Sydfyen og M/F Odin Sydfyen, på ruten Bøjden - Fynshav. De havde i mange år sejlet ruten Spodsbjerg - Tårs.  M/F Odin Sydfyen sejlede kun i sommermånedene.
I 2015 indsatte man den nyrenoverede M/F Fynshav på ruten til afløsning for Frigg Sydfyen som  overtog pladsen som sommerafløser fra Odin Sydfyen som blev sat til salg.
M/F Fynshav hed før M/F Kyholm og sejlede tidligere mellem Kalundborg og Kolby Kås på Samsø. M/F Skjoldnæs på Fynshav - Søby ruten hed M/F Sam Sine da den sejlede mellem Hov og Sælvig på Samsø.